# Joaquín Díaz González
Joaquín Díaz González (Zamora, 1947) és un músic i folklorista castellà, Catedràtic d'Estudis de la Tradició a la Universitat de Valladolid i acadèmic de la Reial Acadèmia de Belles Arts de la Puríssima Concepció, amb seu a Valladolid, de la qual va ser president.
Tot i que nascut a Zamora, als quatre anys es va traslladar a Valladolid, ciutat on va realitzar els seus estudis mitjans i universitaris. A mitjans dels anys 60 va començar a dedicar a l'estudi i divulgació de la cultura tradicional, especialment de la comunitat de Castella i Lleó, oferint concerts i conferències en universitats d'Espanya, Portugal, França, Itàlia, Alemanya, Països Baixos i Estats Units. També ha dedicat diversos treballs al repertori de tradició sefardita. Ha promocionat la música tradicional espanyola en programes de ràdio i televisió d'Europa, Àsia i Amèrica. El 1976 va abandonar les actuacions en directe per dedicar-se exclusivament a la investigació i promoció de la cultura popular.
Al llarg de la seva dilatada carrera, ha publicat uns cinquanta llibres sobre diversos aspectes de la tradició oral: contes, romanços i cançons, expressions populars, etc., I més de dos-cents articles i assaigs en diferents publicacions. Ha enregistrat una seixantena discos i participat en la creació d'altres tants, col·laborant amb nombrosos intèrprets i grups de música popular.
És, des de la seva fundació el 1980, el director de la Revista de Folklore (una de les més importants publicacions dedicades a la cultura tradicional a Espanya), i de la Fundació Joaquín Díaz, ubicada a la localitat d'Urueña, a la província de Valladolid.
Va ser nomenat, l'any 2005, doctor honoris causa per la Universitat de Valladolid. L'any 2008 va rebre el Premi d'Honor a tota una vida de l'Acadèmia de la Música a Espanya, i en 2013, el premi Federico Olmeda.

## Discografia
- Recital. Movieplay, 1967
- Canciones de Navidad. Movieplay, 1968
- De mi álbum de recuerdos. Movieplay, 1969
- De la picaresca tradicional. Movieplay, 1970
- En viaje. Movieplay, 1970
- Del Cancionero tradicional. Movieplay, 1971
- Romanzas y Cantigas sefardíes. Movieplay, 1971
- Canciones de Navidad. Movieplay, 1971
- Romances tradicionales. Movieplay, 1972
- Canciones infantiles. Movieplay, 1972
- Canciones del campo. Movieplay, 1973
- Romances truculentos. Movieplay, 1973
- Temas sefardíes. Movieplay, 1974
- Del llano a la montaña. Movieplay, 1975
- Romances populares. Movieplay, 1976
- Selección. Movieplay, 1976
- 25 Cuentos tradicionales. Movieplay, 1977
- Tierra de Pinares. Movieplay, 1977
- Romances de Ciego. Movieplay, 1978
- Canciones de Palencia. Movieplay, 1980
- Canciones de Sanabria. Movieplay, 1981
- Kantes Djudeo-espanyoles. Tecnosaga, 1986
- Canciones de los Ancares. Tecnosaga, 1987
- Canciones de la Comunidad de Madrid. Tecnosaga, 1987
- Romances de Allá y de Acá, I-V. Fonomusic, 1987-1991
- Navidad en Castilla y León. Junta de Castilla y León, 1988
- Villancicos, romances y aguinaldos. Tecnosaga, 1989
- Canciones y Romances compuestos por Joaquín Díaz. Fonomusic, 1991
- Alta, alta es la luna. Tecnosaga, 1992
- Canciones y cuentos para niños. Tecnosaga, 1996
- Romances del Cid. Pneuma, 1999
- Romances de la Reina Isabel (con Javier Coble). OpenFolk, 2004
- Dendrolatrías, Factoría Autor, 2005.